# Гердт, Александр Александрович
Алекса́ндр Алекса́ндрович Гердт (11 февраля 1981, Орджоникидзе, Кустанайская область — 1 марта 2000, высота 776, Шатойский район, Чечня) — российский десантник, гвардии ефрейтор, участник боя у высоты 776 во время Второй чеченской войны, Герой Российской Федерации (2000, посмертно).

## Биография

### Ранние годы
Родился 11 февраля 1981 года в посёлке Орджоникидзе ныне Денисовского района Костанайской области Казахстана в семье рабочего. Немец. Отец из поволжских немцев, был выслан в годы Великой Отечественной войны в Казахстан. Через несколько месяцев после рождения сына отец погиб в автокатастрофе. В 1984 году мать с пятью детьми переехала в Россию, в Брянскую область.
Александр рос и учился в селе Синий Колодец Новозыбковского района. Здесь окончил среднюю школу. Поступил в Новозыбковское педагогическое училище, но через год бросил учёбу и начал работать, чтобы помогать матери.

### В Российской Армии
В мае 1999 года был призван в Российскую Армию Новозыбковским райвоенкоматом. Службу проходил в 76-й гвардейской воздушно-десантной дивизии, расквартированной в городе Пскове. Был заместителем командира боевой машины и наводчиком орудия. С февраля 2000 года принимал участие в боевых действиях в Чеченской республике. Во время командировки — старший стрелок.
В ночь на 18 февраля 2000 года группа боевиков атаковала позиции десантников на одной из высоток. Был ранен командир отделения и Гердт принял командование на себя. Он сумел поставить каждому бойцу задачу, определил удобные позиции. Прицельным огнём десантники заставили противника отойти.

### Подвиг
29 февраля 2000 года гвардии ефрейтор Гердт в составе 6-й роты занимал оборону на высоте 776 (Шатойский район Чеченской республики). Позиции десантников были атакованы превосходящими силами боевиков. В ходе боя Александр Гердт принял командование отделением вместо погибшего командира. Проявил мужество и героизм, был ранен, но продолжал вести огонь из пулемёта. Второе ранение в грудь оказалось смертельным, последним усилием воли десантник метнул в набегавших боевиков гранату.
Посмертно присвоено звание Героя Российской Федерации.

## Награды и звания
- Герой Российской Федерации (12 марта 2000, посмертно)
- Орден Мужества

## Память
Похоронен на гражданском кладбище села Синий Колодец Брянской области. В селе Герою России открыт памятник, его именем названа улица. Синеколодецкой основной общеобразовательной школе присвоено имя Героя России Гердта Александра Александровича. В 2001 году в школе открыта комната Славы Александра Гердта, на здании школы установлена мемориальная доска. 3 августа 2011 года в городе Новозыбкове был установлен памятник работы скульптора М. Чирок.

## Семья
Отец был из поволжских немцев, был выслан в годы Великой Отечественной войны в Казахстан. Через несколько месяцев после рождения Александра в 1981 году отец погиб в автокатастрофе. Мать Александра так и не смогла оправиться от тяжёлой потери сына, умерла в 2009 году. Четверо братьев и сестёр.